# Přírodní rezervace Beka
Přírodní rezervace Beka, polsky Rezerwat Przyrody Beka, se nachází v mokřadech delty ústí řeky Reda do Pucké zátoky Baltského moře, v okolí zaniklé osady Beka v gmině Puck v okrese Puck na Kašubském pobřeží v Pomořském vojvodství v severním Polsku. Přírodní rezervace je součástí krajinného parku Nadmorski Park Krajobrazowy a sítě Natura 2000. Severní hranice rezervace je poblíž kanálu Kanał Mrzezino a rozhledny Osłonino a jižní hranice je dána potokem Zagórska Struga.

## Další informace
Rezervace vznikla 17. listopadu 1988 s cílem ochrany vzácných vlhkých brakických záplavových biotopů. V rezervaci je také naučná stezka a cyklostezka. V roce 2018 byla plocha rezervace rozšířena o části vod Pucké zátoky. Nejbližšími sídly v okolí jsou Mrzezino, Rewa a Osłonino.

## Galerie

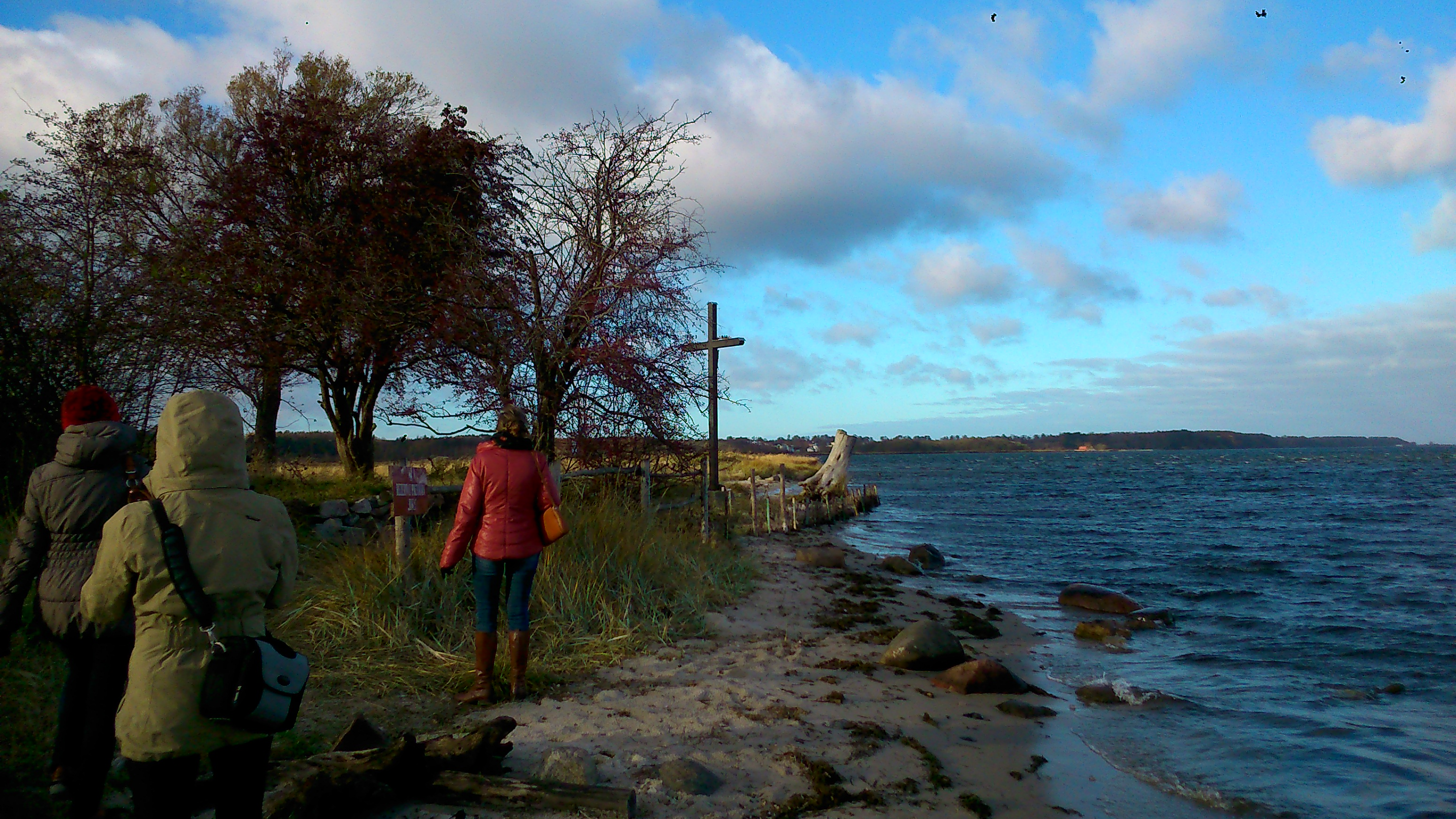
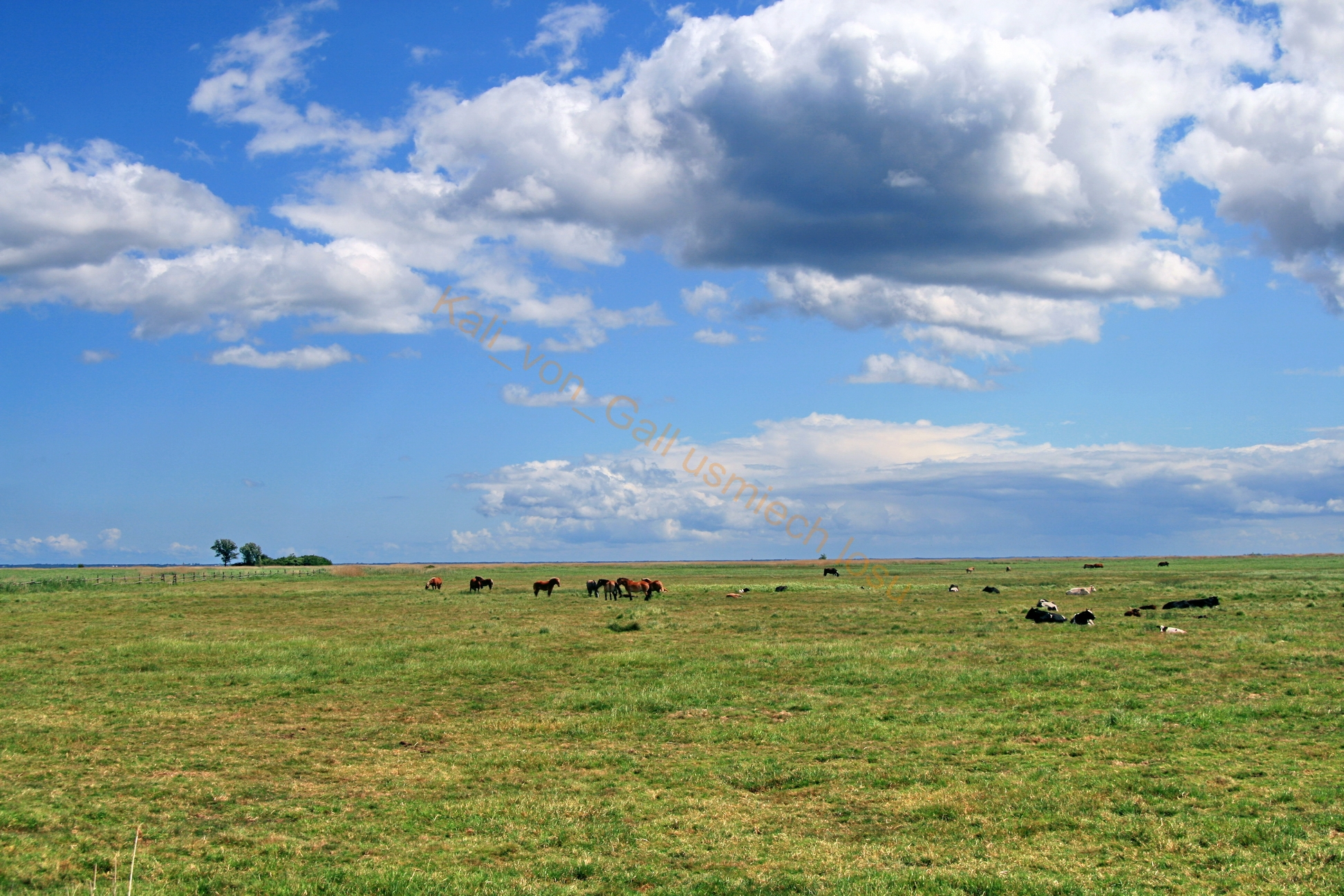
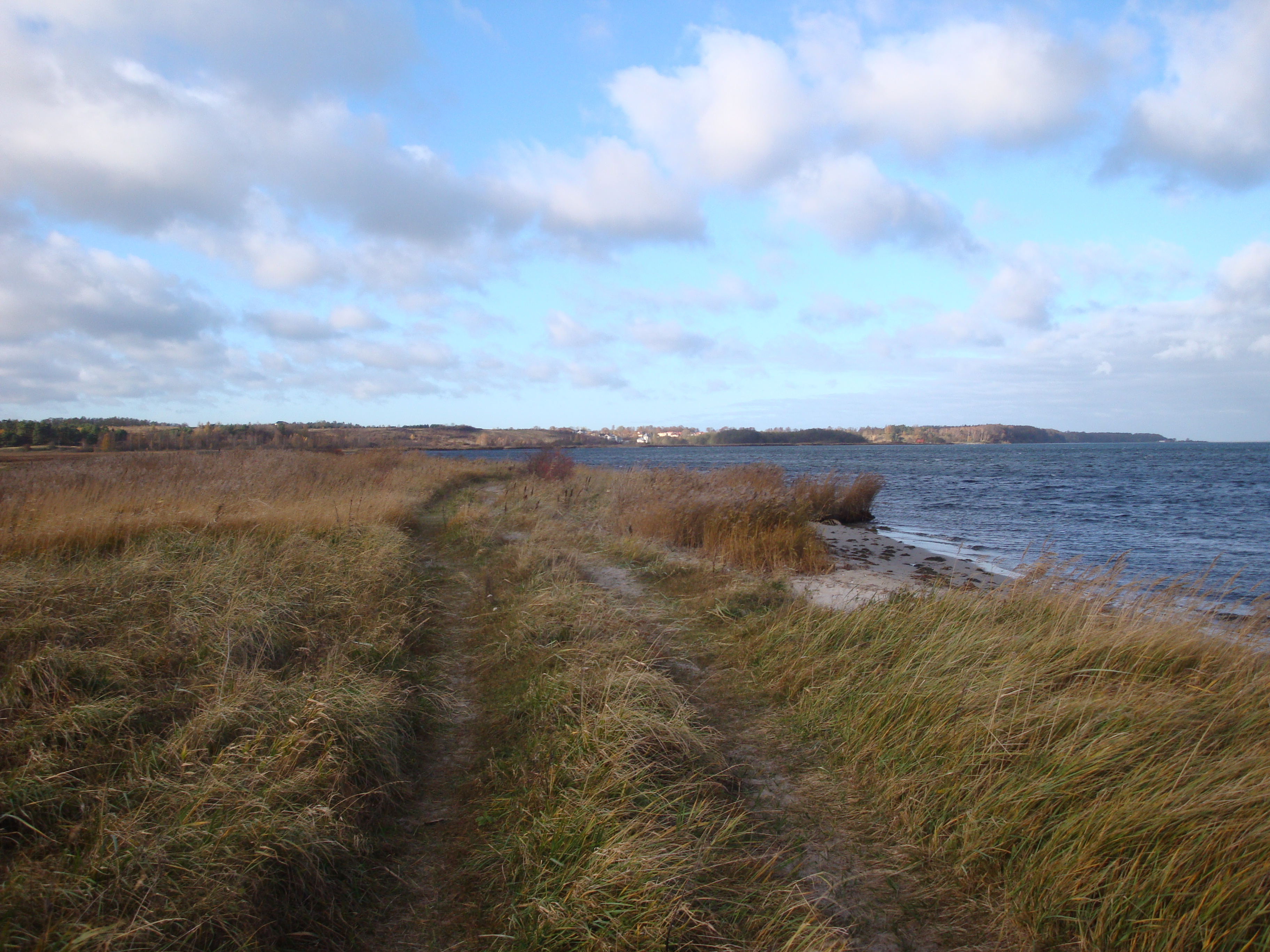
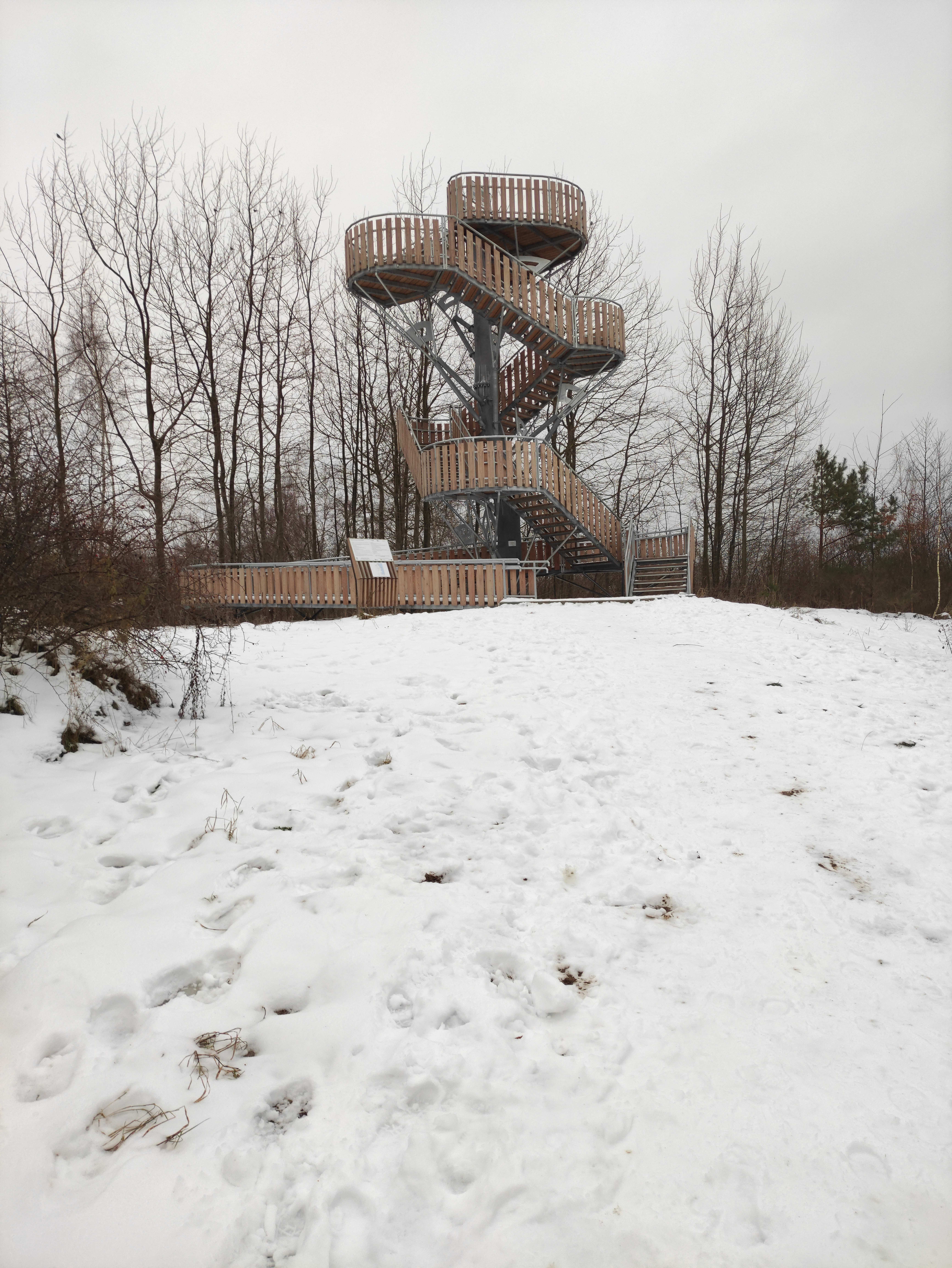
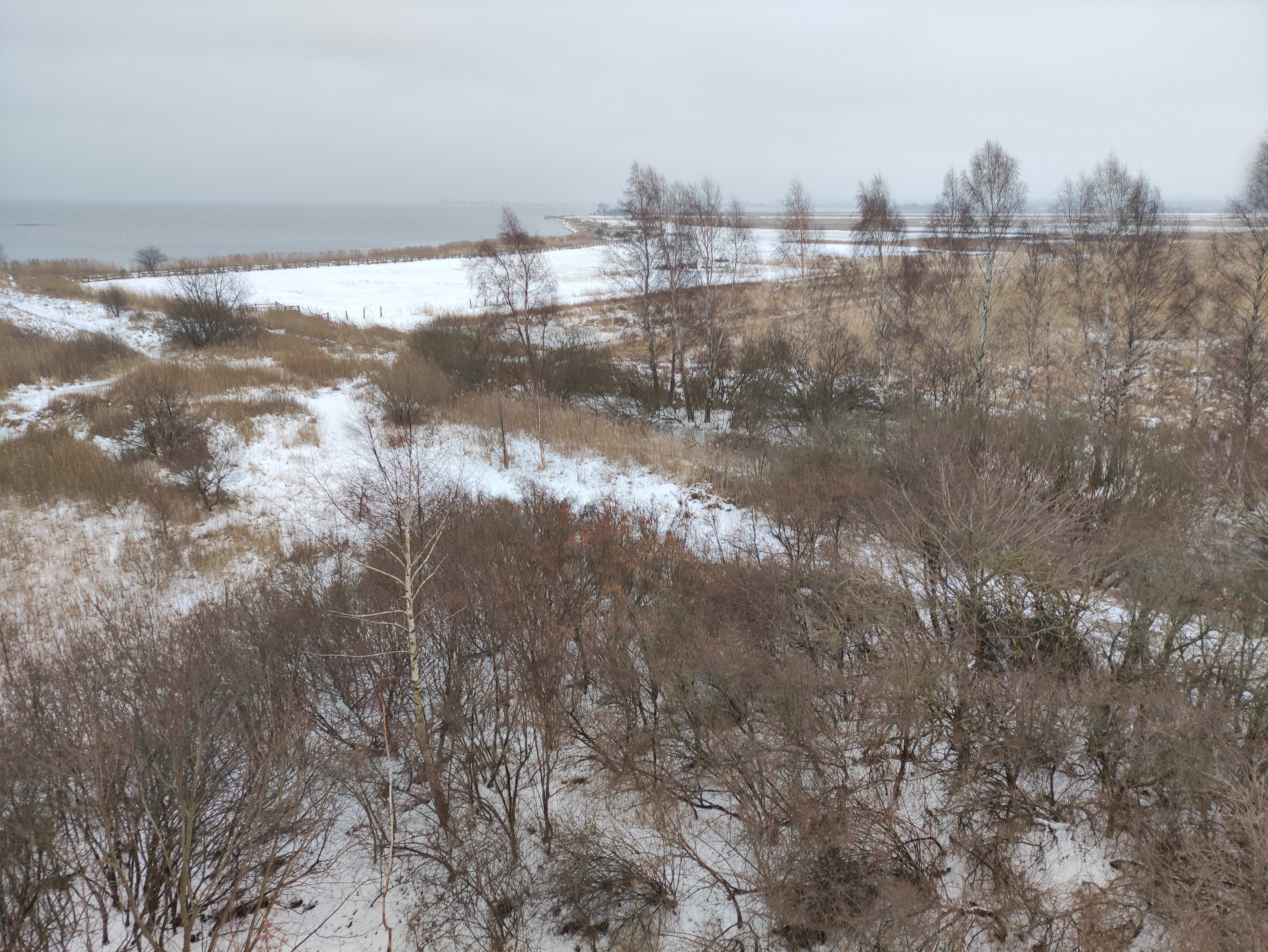
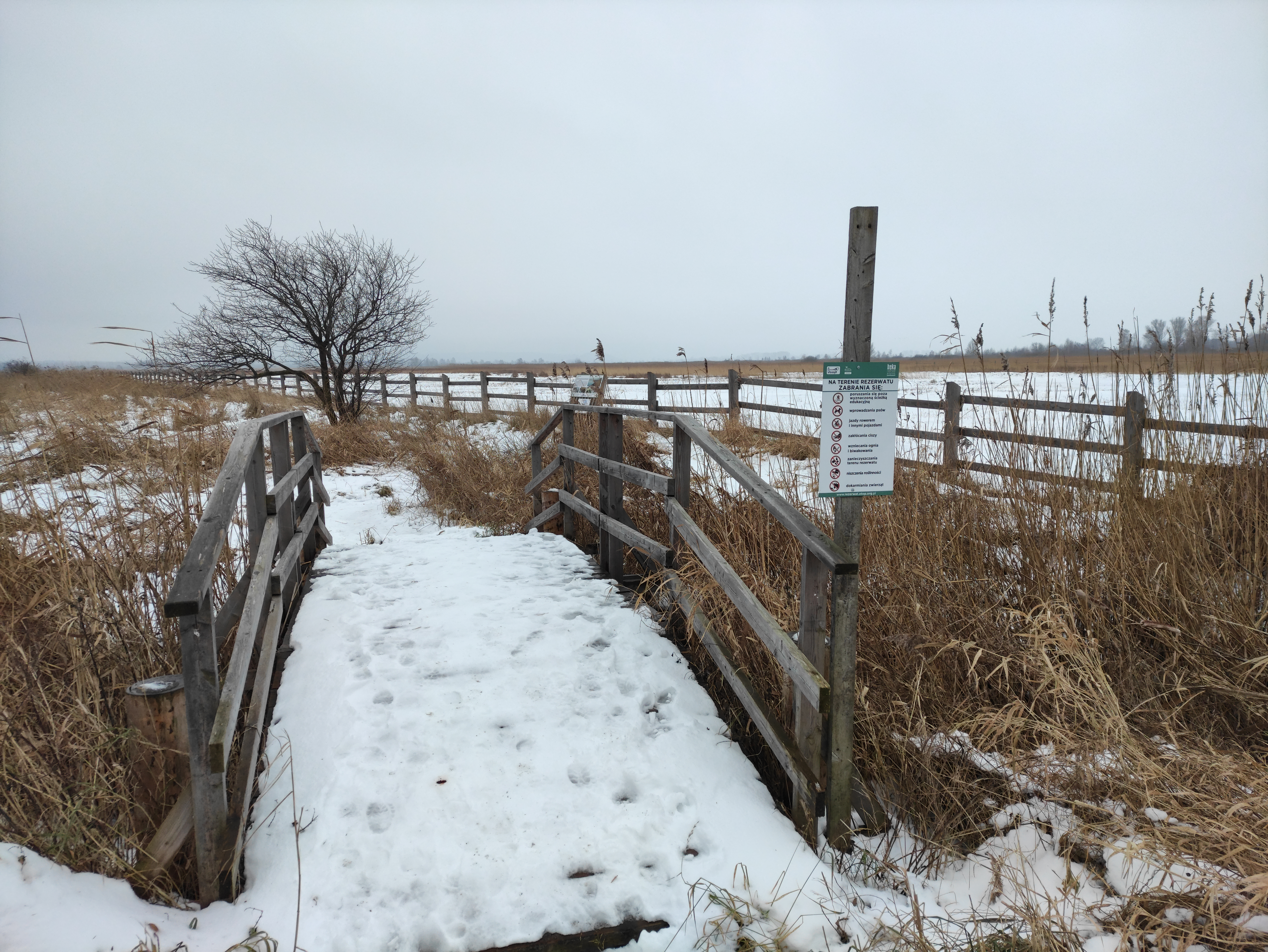
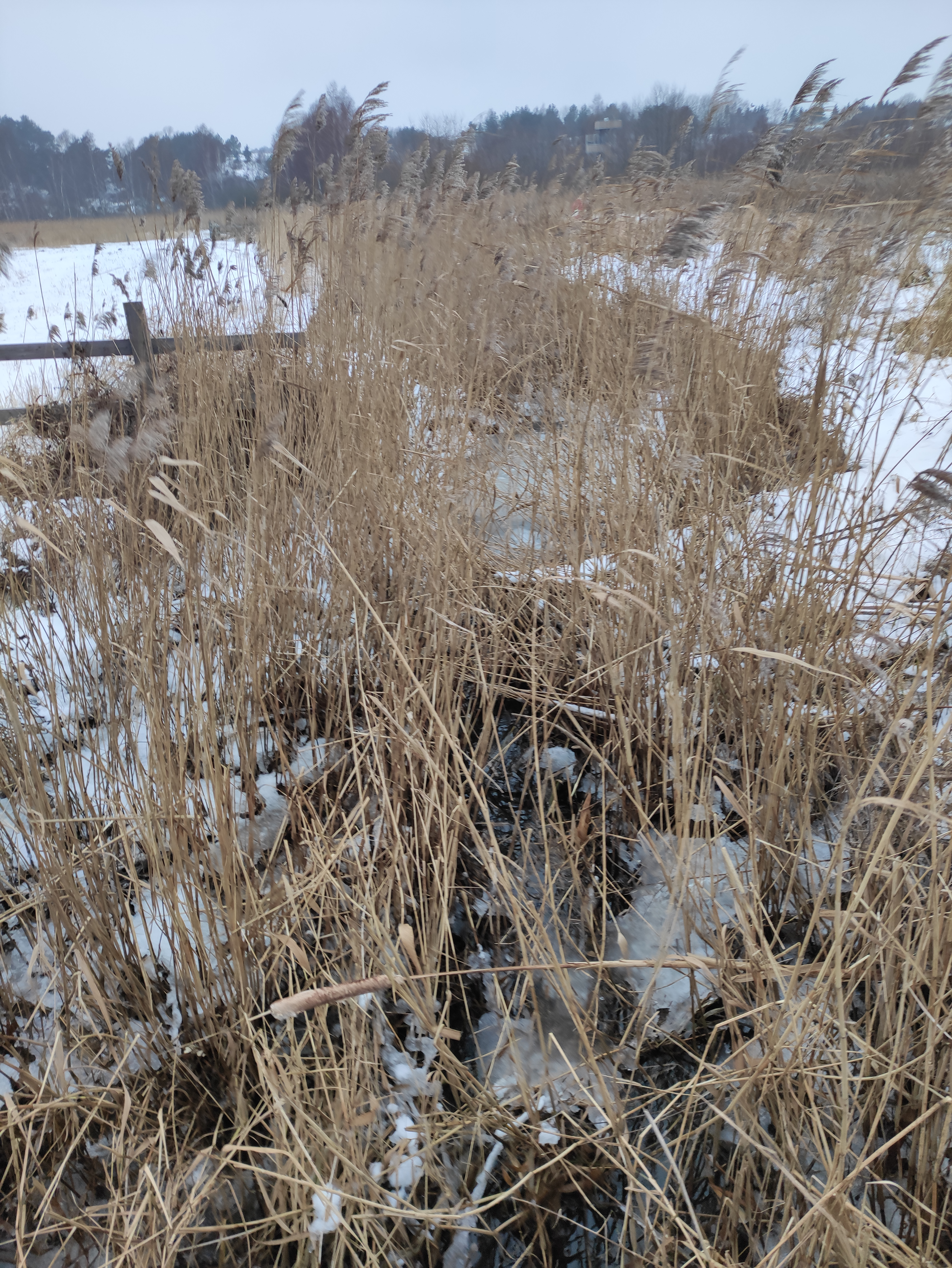
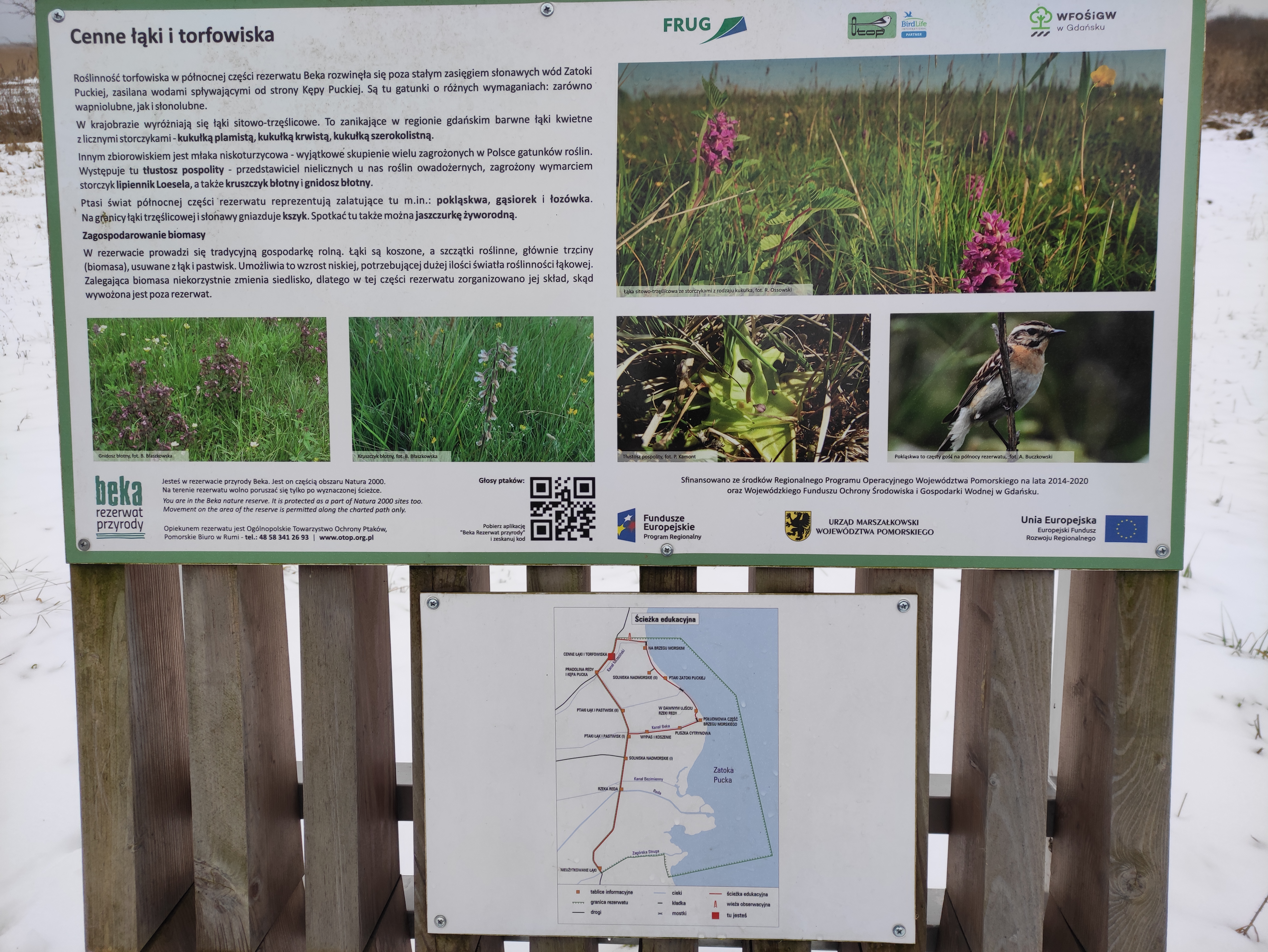
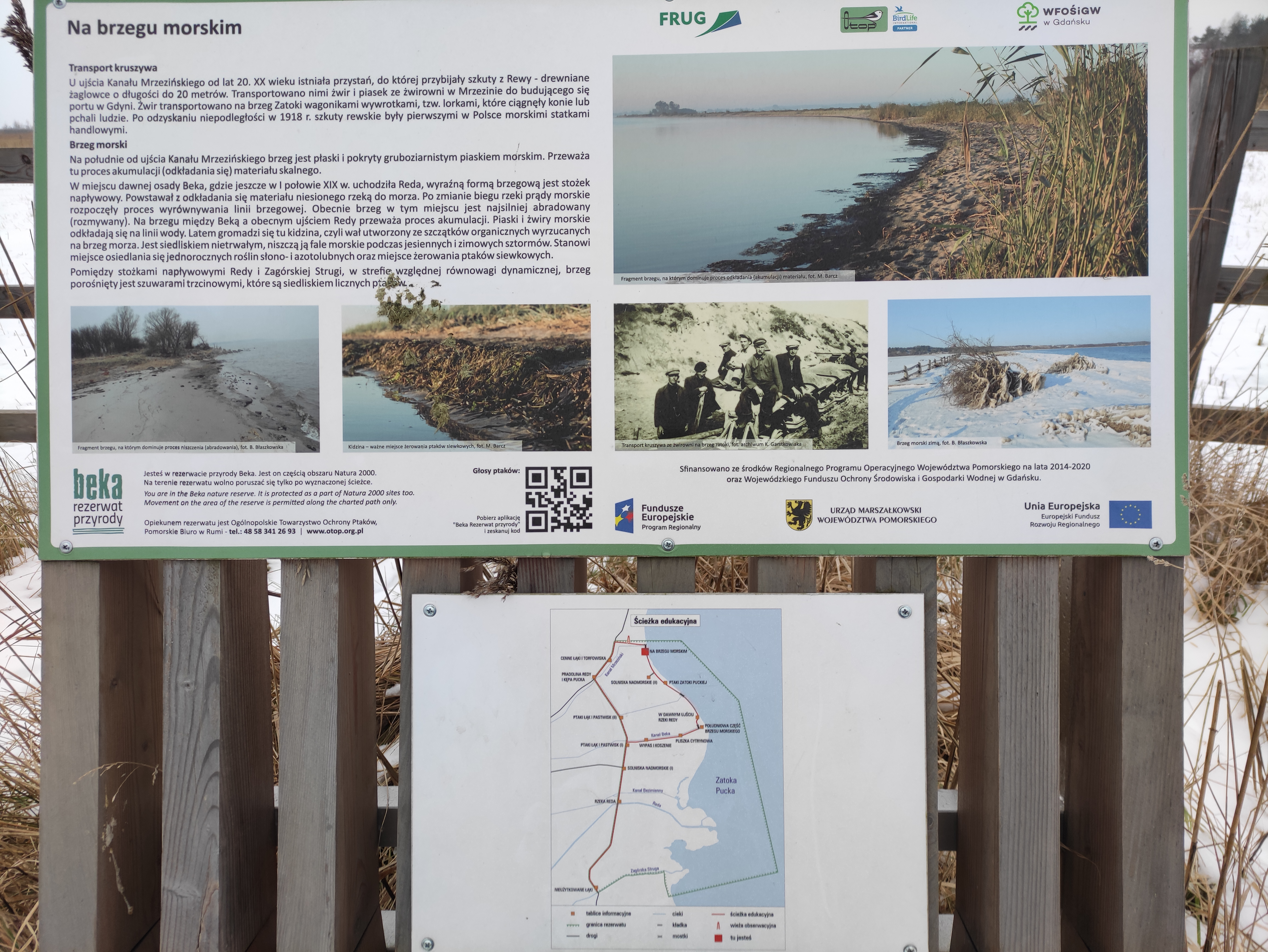
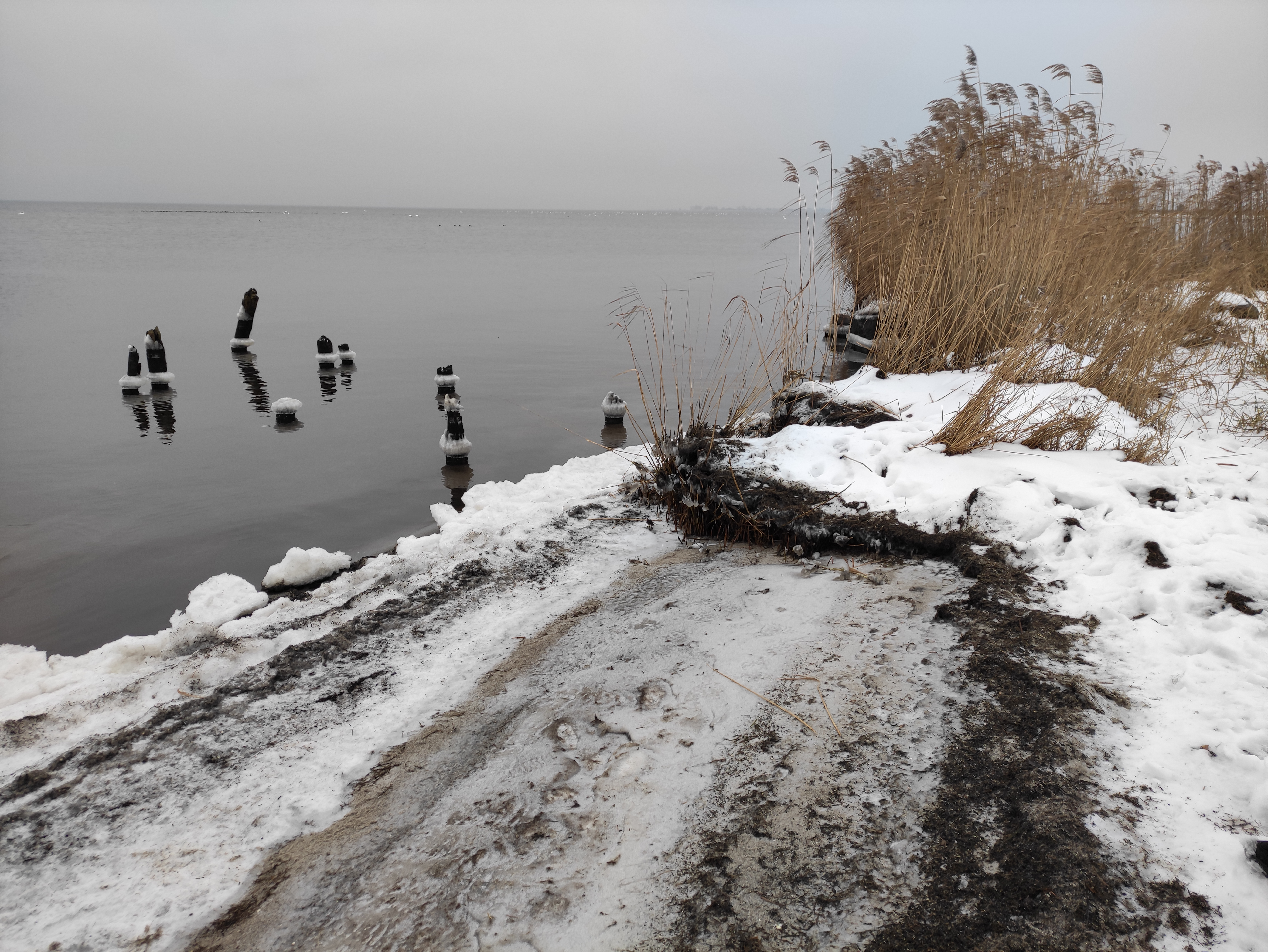
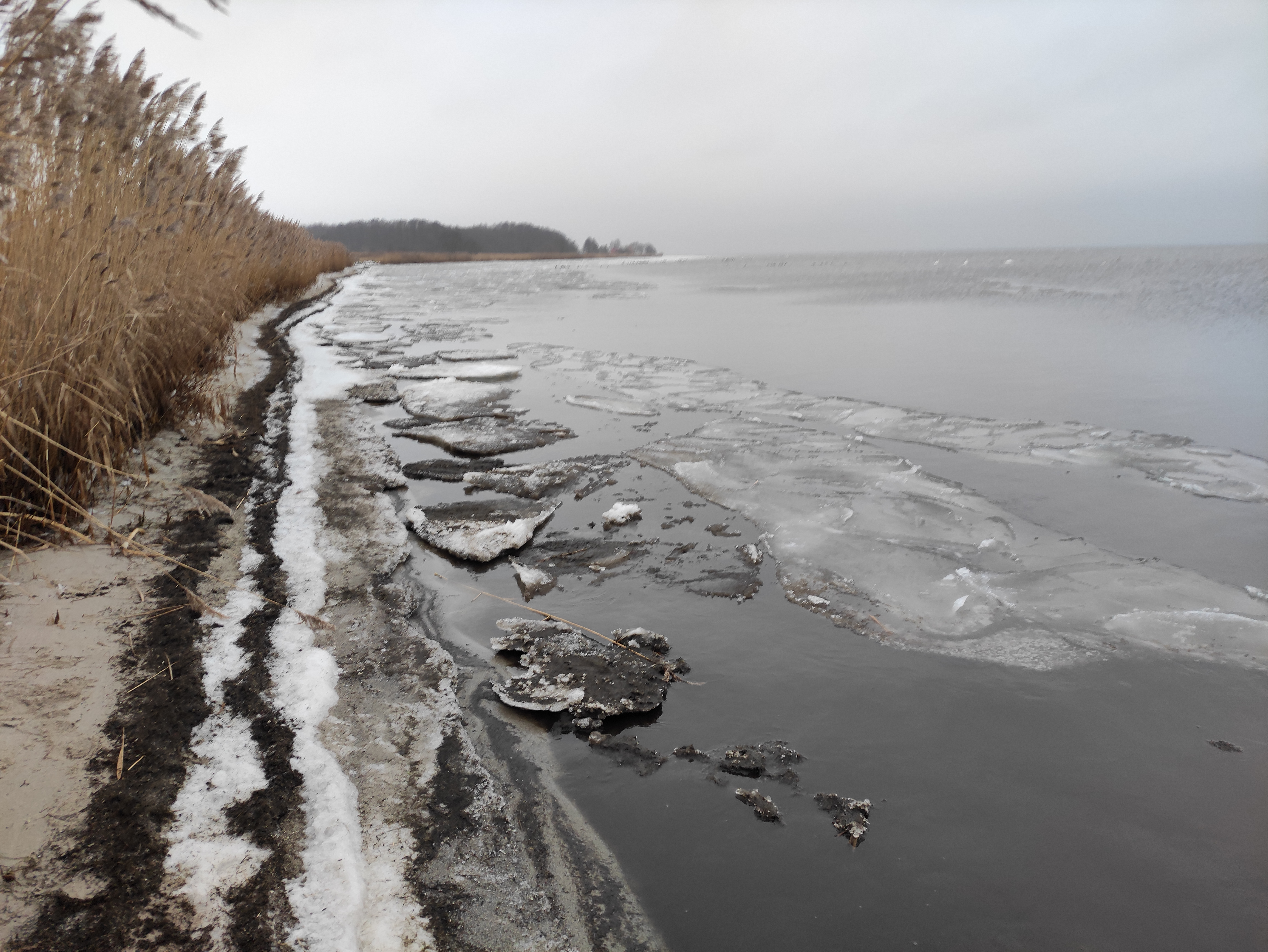
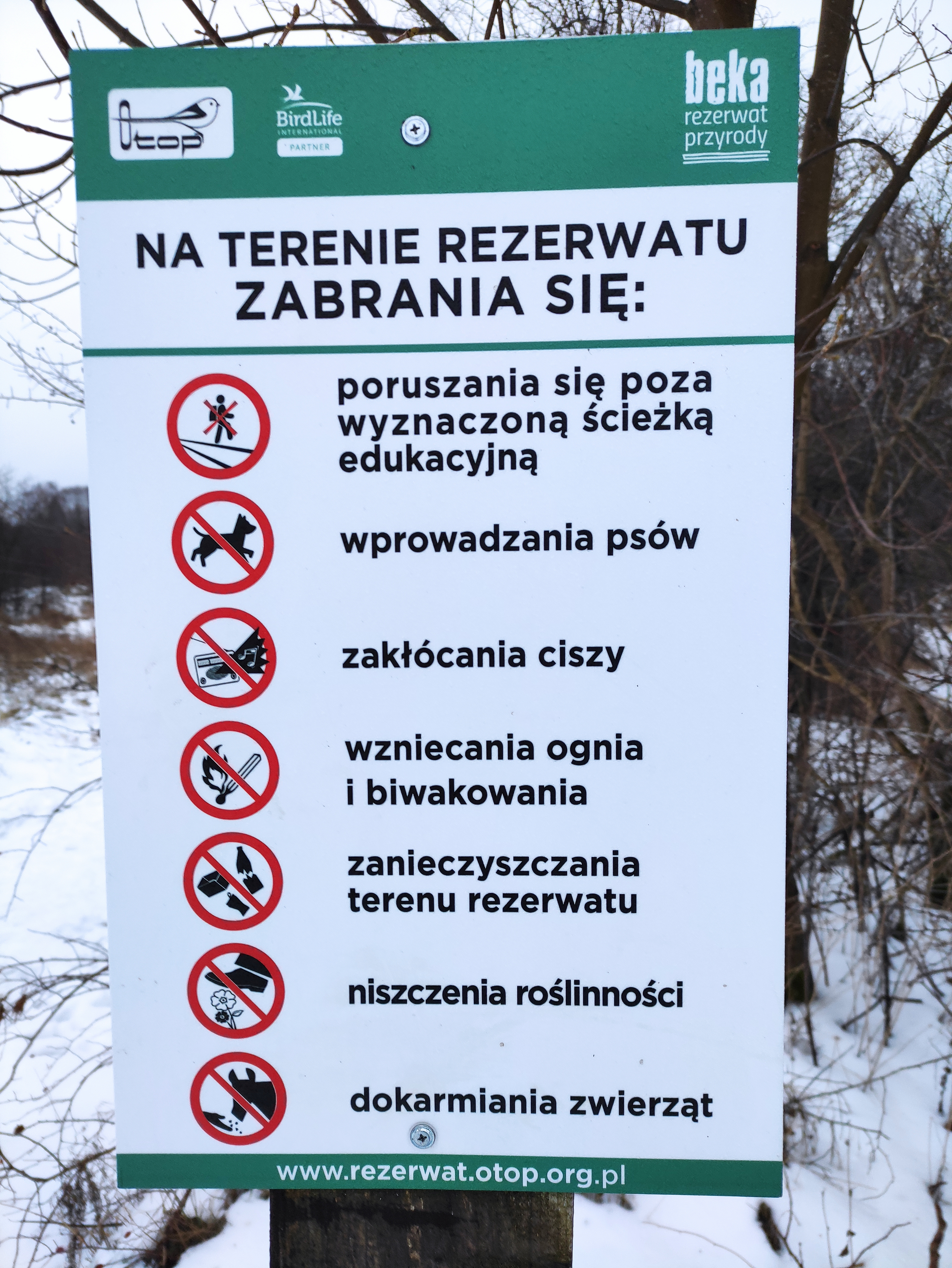
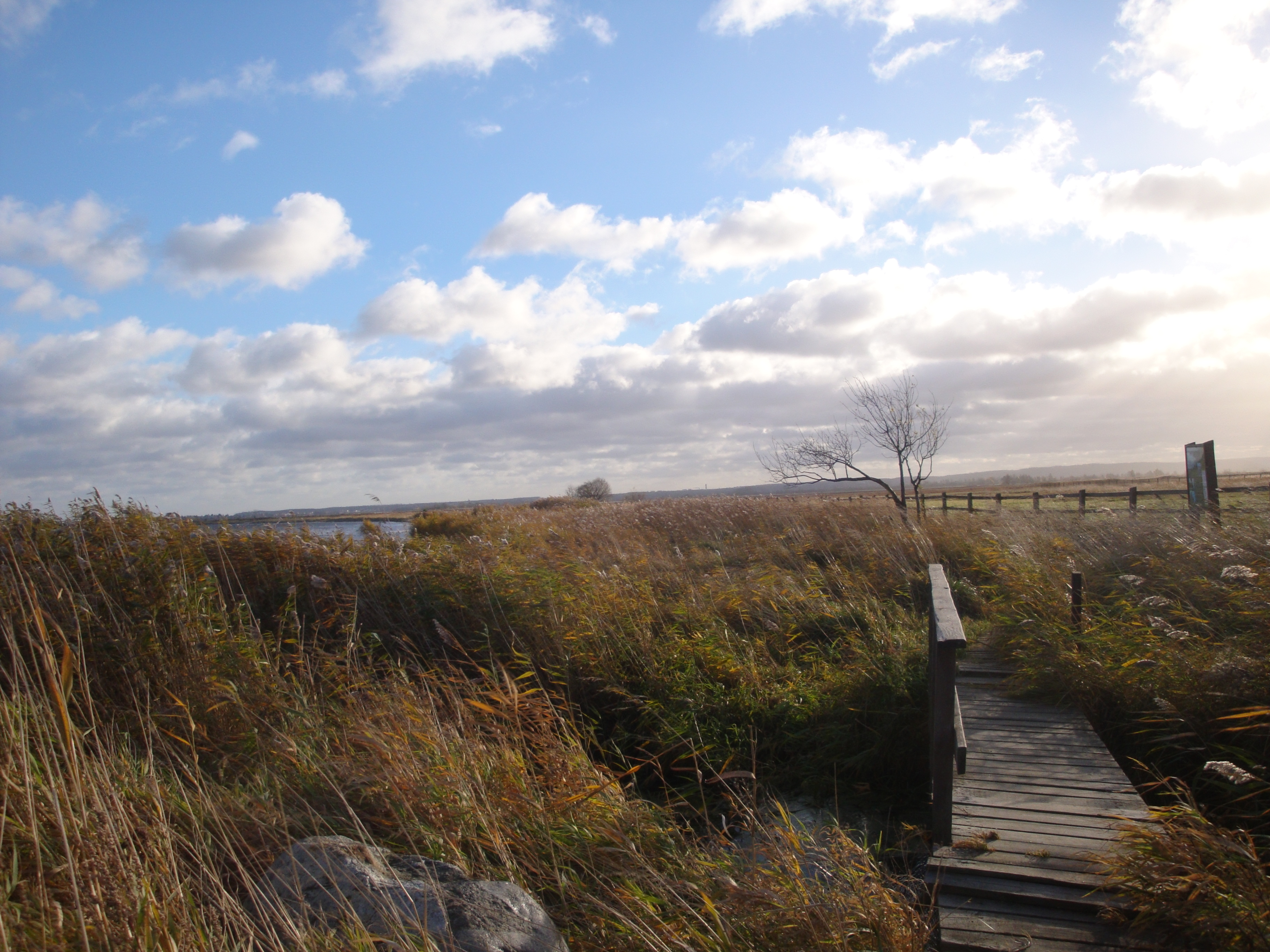